# Saison 2022 de l'équipe cycliste AG2R Citroën
La saison 2022 de l'équipe cycliste AG2R Citroën est la trente-et-unième de cette équipe, lancée en 1992 et dont le directeur général est Vincent Lavenu.

## Coureurs et encadrement technique

### Effectif
| Coureur                | Date de Nais.     | Nationalité | Équipe en 2021        | Vict. | Cont. | Maillot dist.      |
| ---------------------- | ----------------- | ----------- | --------------------- | ----- | ----- | ------------------ |
| Clément Berthet        | 2 août 1997       | France      | AG2R Citroën          | 0     | 2024  |                    |
| Geoffrey Bouchard      | 1er avril 1992    | France      | AG2R Citroën          | 1     | 2023  |                    |
| Lilian Calmejane       | 6 décembre 1992   | France      | AG2R Citroën          | 0     | 2022  |                    |
| Clément Champoussin    | 29 mai 1998       | France      | AG2R Citroën          | 0     | 2022  |                    |
| Mikaël Cherel          | 17 mars 1986      | France      | AG2R Citroën          | 0     | 2023  |                    |
| Benoît Cosnefroy       | 17 octobre 1995   | France      | AG2R Citroën          | 1     | 2023  |                    |
| Stan Dewulf            | 20 décembre 1997  | Belgique    | AG2R Citroën          | 0     | 2024  |                    |
| Felix Gall             | 27 février 1998   | Autriche    | Team DSM              | 0     | 2023  |                    |
| Dorian Godon           | 25 mai 1996       | France      | AG2R Citroën          | 0     | 2025  |                    |
| Jaakko Hänninen        | 16 avril 1997     | Finlande    | AG2R Citroën          | 0     | 2024  |                    |
| Anthony Jullien        | 5 mars 1998       | France      | AG2R Citroën          | 0     | 2022  |                    |
| Bob Jungels            | 22 septembre 1992 | Luxembourg  | AG2R Citroën          | 2     | 2022  | - Contre-la-montre |
| Paul Lapeira           | 25 février 2000   | France      | Néo-pro               | 0     | 2023  |                    |
| Lawrence Naesen        | 28 août 1992      | Belgique    | AG2R Citroën          | 0     | 2023  |                    |
| Oliver Naesen          | 16 septembre 1990 | Belgique    | AG2R Citroën          | 0     | 2023  |                    |
| Ben O'Connor           | 25 novembre 1995  | Australie   | AG2R Citroën          | 2     | 2024  |                    |
| Aurélien Paret-Peintre | 27 février 1996   | France      | AG2R Citroën          | 0     | 2024  |                    |
| Valentin Paret-Peintre | 14 janvier 2001   | France      | Néo-pro               | 0     | 2024  |                    |
| Nans Peters            | 12 mars 1994      | France      | AG2R Citroën          | 0     | 2023  |                    |
| Nicolas Prodhomme      | 1er février 1997  | France      | AG2R Citroën          | 0     | 2024  |                    |
| Antoine Raugel         | 14 février 1999   | France      | Groupama-FDJ Conti.   | 0     | 2023  |                    |
| Valentin Retailleau    | 18 juin 2000      | France      | AG2R Citroën U23 Team | 0     | 2024  |                    |
| Marc Sarreau           | 10 juin 1993      | France      | AG2R Citroën          | 4     | 2023  |                    |
| Michael Schär          | 29 septembre 1986 | Suisse      | AG2R Citroën          | 0     | 2023  |                    |
| Damien Touzé           | 7 juillet 1996    | France      | AG2R Citroën          | 0     | 2024  |                    |
| Greg Van Avermaet      | 17 mai 1985       | Belgique    | AG2R Citroën          | 0     | 2023  |                    |
| Gijs Van Hoecke        | 12 novembre 1991  | Belgique    | AG2R Citroën          | 0     | 2022  |                    |
| Andrea Vendrame        | 20 juillet 1994   | Italie      | AG2R Citroën          | 0     | 2023  |                    |
| Clément Venturini      | 16 octobre 1993   | France      | AG2R Citroën          | 0     | 2023  |                    |
| Larry Warbasse         | 28 juin 1990      | États-Unis  | AG2R Citroën          | 0     | 2023  |                    |
| Coureurs stagiaires.   |                   |             |                       |       |       |                    |
| Thomas Delphis         | 1er juin 1999     | France      | AG2R Citroën U23 Team | 0     | 2022  |                    |
| Pierre Gautherat       | 16 janvier 2003   | France      | SCO Dijon             | 0     | 2022  |                    |
| Bastien Tronchon       | 29 mars 2002      | France      | AG2R Citroën U23 Team | 1     | 2022  |                    |

## Champions nationaux, continentaux et mondiaux
| Date         | Course                                        | Maillot | Coureurs    | Pays       | Lieu    |
| ------------ | --------------------------------------------- | ------- | ----------- | ---------- | ------- |
| 24 juin 2022 | Championnat du Luxembourg du contre-la-montre |         | Bob Jungels | Luxembourg | Nospelt |